# Meitantei Konan: Hannin no Hanzawa-san
Meitantei Konan: Hannin no Hanzawa-san (jap.: 名探偵コナン 犯人の犯沢さん) ist ein Ableger der Serie Detektiv Conan, die seit 2017 in Japan als Manga erscheint. Die Geschichte wurde von Mayuko Kanba geschrieben und gezeichnet und parodiert die Hauptserie, indem eine schwarze Silhouetten-Gestalt, die bei Detektiv Conan für den unbekannten Täter steht, zum Protagonisten Hanzawa macht. 2022 kam eine Umsetzung als Anime heraus, der international als Detektiv Conan: The Culprit Hanzawa bekannt wurde.

## Inhalt
Hanzawa zieht vom Land nach Tokio in den Bezirk Beika, der für seine hohe Verbrechensrate bekannt ist. Hier ist er auf der Suche nach einer Person, die er um jeden Preis umbringen will. Doch zuvor muss er sich eine Bleibe suchen und sich im Alltagsleben zurechtfinden. Das macht Hanzawa nicht nur Probleme, weil er zuvor noch bei seiner Mutter gewohnt hat, sondern auch wegen der vielen Verbrechen in Beika. Die Polizei ist ständig überlastet und überall trifft man auf Mordschauplätze oder anderweitige Überbleibsel von Verbrechen, die auch Hanzawa erschrecken. Im Gegensatz zu ihm sind die Bewohner des Viertels längst abgehärtet und haben sich an die ständige Gegenwart des Verbrechens gewöhnt – ebenso wie an die vielen Detektive, die neben der Polizei ständig unterwegs sind, um oft ausgeklügelte Verbrechen auf geniale Weise aufzuklären. Im Alltag, besonders Hanzawas, sind sie dabei eher im Wege. So sucht er sich eine Arbeit in einer Videothek. Doch da seine Kollegen alle nebenbei Detektive und ständig im Einsatz sind, muss er für sie ständig Schichten mit übernehmen. Seiner Zielperson und seinem Mordplan kommt er dabei kaum näher.

## Veröffentlichungen
Der Verlag Shogakukan bringt die Kapitel seit Mai 2017 im Magazin Shōnen Sunday S heraus. Eine gesammelte Ausgabe umfasst bisher neun Bände. Der erste dieser Bände verkaufte sich über 54.000 Mal in den ersten beiden Wochen nach Veröffentlichung. Der zweite Band stand fünf Wochen in den Manga-Verkaufscharts, in denen insgesamt über 153.000 Exemplare verkauft wurden. Der dritte Band erreichte 143.000 Verkäufe innerhalb von drei Wochen. Band 4 war dann mit einer Startauflage von 245.000 der mit der sechsthöchsten Auflage bei Shogakukan zwischen April 2019 und März 2020.
Bei den Studios 1st Studio und TMS Entertainment entstand eine 12-teilige Adaption des Mangas als Anime. Regie führte Akitarō Daichi und die Drehbücher schrieb Akitarō Daichi. Das Charakterdesign stammt von Fū Chisaka und die künstlerische Leitung lag bei Mayumi Nakajima von Studio Cocolo. Für den Ton waren Keiko und Yasuyuki Urakami verantwortlich. Die Kameraführung lag bei Akemi Sasaki und die Produzenten waren Emi Satō, Hiroya Nakata, Kiyoaki Terashima und Shūhō Kondō.
Der Anime wurde erstmals im Oktober 2021 angekündigt, zusammen mit der Verfilmung von Zero’s Tea Time, ebenfalls ein Ableger von Detektiv Conan. Vom 3. Oktober bis 20. Dezember 2022 wurden die je 10 Minuten langen Folgen von den Sendern Tokyo MX, Yomiuri TV und BS Nippon in Japan ausgestrahlt. Am 1. Februar 2023 wurde der Anime auf der Plattform Netflix international veröffentlicht, mit Synchronfassungen unter anderem auf Englisch und Deutsch.

### Synchronisation
Die deutsche Synchronfassung entstand bei den Oxygen Sound Studios in Berlin unter der Regie von Karin Lehmann, welche auch das Dialogbuch verfasste.
| Rolle          | Japanische Stimme (Seiyū) | Deutsche Stimme   |
| -------------- | ------------------------- | ----------------- |
| Erzähler       | Akitarō Daichi            | Gerrit Hamann     |
| Makoto Hanzawa | Shōta Aoi                 | Marcel Mann       |
| Pometarō       | Inori Minase              | Julia Bautz       |
| Conan Edogawa  | Minami Takayama           | Tobias Müller     |
| Ran Mori       | Wakana Yamazaki           | Giuliana Jakobeit |

### Musik
Die Musik der Serie komponierten Jun Abe und Seiji Muto. Der Vorspann ist unterlegt mit dem Lied Tsukamaete, Konya. (捕まえて、今夜。) von Leon Niihama. Das Abspannlied ist Secret, voice of my heart von Mai Kuraki.